# Badżawowie

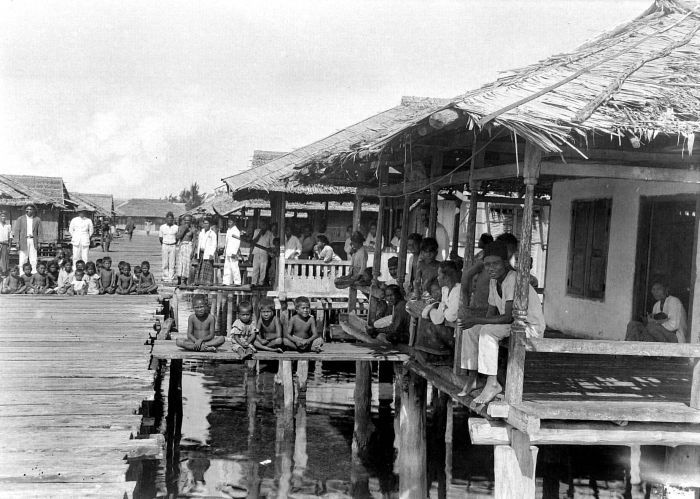
Ludność Bajau na wyspie Ternate, Moluki Północne (c. 1925)

Badżawowie – ludność austronezyjska posługująca się językami sama-bajau, z wysp Azji Południowo-Wschodniej. Ich rozproszone osady są zlokalizowane na obszarze rozciągającym się od południowych Filipin po północne i wschodnie wybrzeża Borneo, a także we wschodniej Indonezji, od wyspy Celebes i okolic po różne zakątki Małych Wysp Sundajskich (w tym wyspy Sumbawa, Sumba, Flores, Adonara, Pantar, Timor) i Moluków (Bacan, Obi, Babar). Wraz z Orang Laut i Mokenami tworzą grupę tzw. Cyganów Morskich.
W piśmiennictwie są znani pod szeregiem nazw, nie zawsze równoznacznych: Sama, Bajau, Badjaw, Badjao, Bajaw, Bajo, Sama-Bajau, Bajau Laut, Sama Dilaut, Turijene’, Luwa’an, Pala’au. Sami określają się zwykle jako Sama lub A’a Sama (a’a – „ludzie”). W Malezji i Indonezji określenie „Bajau” odnosi się zarówno do ludów koczowniczych, jak i osiadłych, w tym do niektórych grup lądowych, głównie rolniczych. Na południowych Filipinach określenie „Bajau” (lub „Badjaw”) jest zarezerwowane dla grup tradycyjnie prowadzących nomadyczny tryb życia, natomiast ludność osiadła jest określana jako „Samal” lub „Siyamal”.
Posługują się szeregiem własnych języków z wielkiej rodziny austronezyjskiej, z grupy sama-bajau. W użyciu są też różne inne języki, w tym malajski, filipiński i bugijski. Wyznają islam w odmianie sunnickiej. Obecne są również wierzenia tradycyjne.
Tradycyjnie zajmują się rybołówstwem. Dawniej byli zaangażowani w piractwo. Według jednej z propozycji indonezyjskie określenie bajak laut („pirat”) pochodzi właśnie od słowa „Bajau”, aczkolwiek nie jest to pewne. Część Badżawów żyje na łodziach, jednakże według współczesnych szacunków ich liczba wynosi mniej niż 10 tys. Dziś większość ludności zamieszkuje ląd, częściowo w wybudowanych na palach domach. Część grup zajmuje się rolnictwem (duże znaczenie mają: ryż, maniok, kukurydza, banany, kopra). Pewną rolę odgrywa hodowla zwierząt gospodarskich. Rozwinęli rzemiosło (szkutnictwo, garncarstwo, tkactwo, kowalstwo).
Organizacja społeczna opiera się na patrylinearnym systemie pokrewieństwa.
Odrębną grupę tworzy ludność Buton (Butung), która nie jest etnicznie powiązana z Badżawami, lecz bywa z nimi mylona.